# Félix Ricardo Torres
Félix Ricardo Torres Rodríguez (né le 28 avril 1964 à Asuncion au Paraguay) est un joueur de football international paraguayen, qui évoluait au poste d'attaquant, avant de devenir entraîneur.

## Biographie

### Carrière de joueur

#### Carrière en club
Il termine meilleur buteur du championnat du Paraguay en 1986.

#### Carrière en sélection
Avec l'équipe du Paraguay, il joue 6 matchs (pour un but inscrit) entre 1987 et 1997. 
Il figure dans le groupe des sélectionnés lors des Copa América de 1987 et de 1989. Il se classe quatrième de la compétition en 1989.

## Palmarès
| Sol de América - Championnat du Paraguay (1) : - Champion : 1986. - Meilleur buteur : 1986 (13 buts). |  | Racing - Supercopa Sudamericana: - Finaliste : 1992. |  | Club Olimpia - Championnat du Paraguay (4) : - Champion : 1997, 1998, 1999 et 2000. |